# Li Xiannian
Li Xiannian (ur. 23 czerwca 1909, zm. 21 czerwca 1992) – polityk chiński, Przewodniczący Chińskiej Republiki Ludowej.

## Działalność
Od 1926 roku działacz Komunistycznej Partii Chin, brał udział w Długim Marszu jako członek oddziałów Zhang Guotao. Od 1945 roku członek Komitetu Centralnego, a od 1956 Biura Politycznego Komitetu Centralnego Komunistycznej Partii Chin.
Znalazł się w niełasce w okresie rewolucji kulturalnej, formalnie pozostał jednak na dotychczasowych stanowiskach, a w 1973 roku został ministrem finansów. Po śmierci Mao i dojściu do władzy Deng Xiaopinga był jednym z architektów reform wolnorynkowych. Pełnił także funkcję wicepremiera.
Od 18 czerwca 1983 roku był przewodniczącym ChRL, pierwszym po reaktywowaniu tego stanowiska po okresie rewolucji kulturalnej; w kwietniu 1988 roku zastąpił go Yang Shangkun. Po odejściu ze stanowiska przewodniczącego ChRL został przewodniczącym Stałego Komitetu Narodowego Komitetu Ludowej Politycznej Konferencji Konsultatywnej Chin. Zmarł w trakcie kadencji.
Li Xiannian, teść przywódcy chińskiego Jiang Zemina, był zaliczany do grupy tzw. Ośmiu Nieśmiertelnych.